# Camarosporium ariae
Camarosporium ariae är en svampart som beskrevs av Oudem. . Camarosporium ariae ingår i släktet Camarosporium, ordningen Botryosphaeriales, klassen Dothideomycetes, divisionen sporsäcksvampar och riket svampar.   Inga underarter finns listade i Catalogue of Life.